# Main Event der World Series of Poker 2021
Das Main Event der World Series of Poker 2021 war das Hauptturnier der 52. Austragung der Poker-Weltmeisterschaft in Paradise am Las Vegas Strip. Es wurde vom 4. bis 17. November 2021 gespielt.

## Turnierstruktur

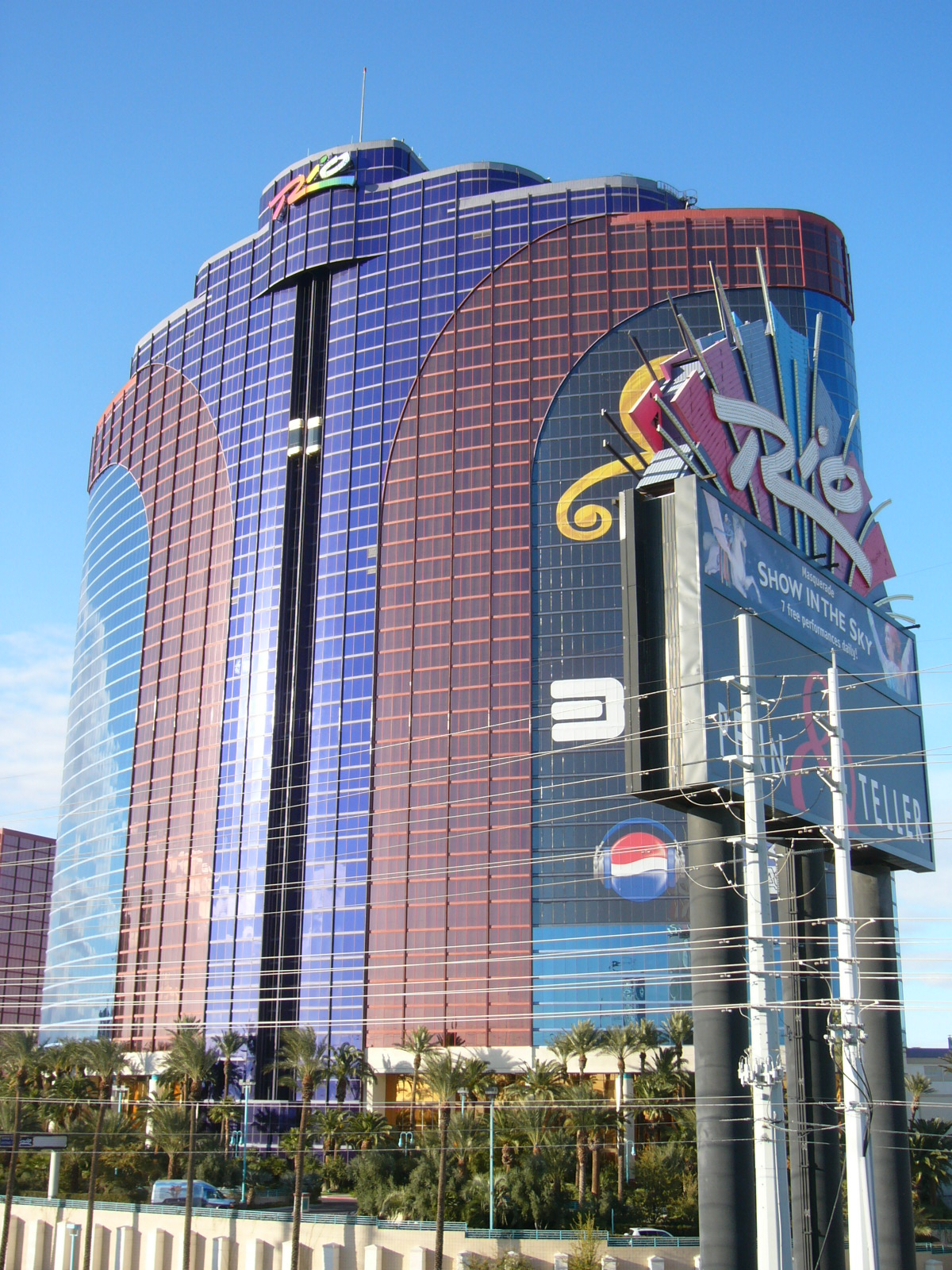
Das Rio All-Suite Hotel and Casino am Las Vegas Strip

Die Anmeldung des Hauptturniers der World Series of Poker in der Variante No Limit Hold’em war auf die sechs Tage vom 4. bis 9. November 2021 verteilt. Zunächst waren wie in den Vorjahren nur vier Starttage geplant, aufgrund der gelockerten Einreisebeschränkungen für Europäer, die zuvor infolge der COVID-19-Pandemie nicht bestanden hatten, wurde jedoch knapp einen Monat vor Turnierstart der Anmeldezeitraum verlängert. Erstmals in der Geschichte durften sich Spieler auch erst am zweiten Turniertag ins Main Event einkaufen. Das gesamte Turnier wurde letztmals im Rio All-Suite Hotel and Casino am Las Vegas Strip ausgetragen. Die insgesamt 6650 Teilnehmer mussten ein Buy-in von je 10.000 US-Dollar zahlen, für sie gab es 1000 bezahlte Plätze. Als beste Frau belegte Dragana Lim den mit 95.700 US-Dollar dotierten 64. Platz.
Mitte Februar 2022 wurde das Turnier bei den Global Poker Awards als „Event of the Year 2021“ ausgezeichnet.

## Übertragung
Die kostenpflichtige Streaming-Website PokerGO übertrug täglich mehrere Stunden des Turniers live. Das Geschehen wurde von Jamie Kerstetter, Norman Chad und Lon McEachern kommentiert.

## Deutschsprachige Teilnehmer
Koray Aldemir gewann nach Pius Heinz (2011) und Hossein Ensan (2019) als dritter Deutscher das Main Event. Folgende deutschsprachige Teilnehmer konnten sich im Geld platzieren:
| Platz | Herkunft    | Spieler             | Preisgeld (in $) |
| ----- | ----------- | ------------------- | ---------------- |
| 001   | Deutschland | Koray Aldemir       | 8.000.000        |
| 018   | Deutschland | Andreas Kniep       | 0.305.000        |
| 040   | Deutschland | Tonio Röder         | 0.163.900        |
| 095   | Deutschland | Niko Koop           | 0.059.000        |
| 108   | Osterreich  | Maximilian Wieser   | 0.050.900        |
| 114   | Deutschland | Christoph Strehl    | 0.050.900        |
| 161   | Schweiz     | Felix Bleiker       | 0.050.900        |
| 195   | Deutschland | Jonas Kronwitter    | 0.044.200        |
| 208   | Osterreich  | Florian Fuchs       | 0.044.200        |
| 236   | Deutschland | Lewe Thiessen       | 0.038.600        |
| 346   | Deutschland | Sebastian Gahl      | 0.033.900        |
| 391   | Deutschland | Oskar Prehm         | 0.030.000        |
| 403   | Deutschland | Christian Christner | 0.030.000        |
| 462   | Deutschland | Uwe Matthias        | 0.026.700        |
| 539   | Schweiz     | Stefan Huber        | 0.023.900        |
| 580   | Osterreich  | Stefan Reiser       | 0.021.600        |
| 600   | Deutschland | Wojciech Barzantny  | 0.021.600        |
| 604   | Deutschland | Christoph Vogelsang | 0.020.000        |
| 654   | Osterreich  | Benedikt Eberle     | 0.020.000        |
| 730   | Deutschland | Dietrich Fast       | 0.017.500        |
| 754   | Deutschland | Fabian Gumz         | 0.017.500        |
| 896   | Deutschland | Maxi Lehmanski      | 0.015.000        |
| 960   | Deutschland | Lars Jürgens        | 0.015.000        |
| 964   | Osterreich  | Fabian Bernhauser   | 0.015.000        |

## Finaltisch
Der Finaltisch wurde am 16. und 17. November 2021 gespielt. Als deutlicher Chipleader startete der Berliner Koray Aldemir, der nach Henry Nowakowski (2001), Pius Heinz (2011) und Hossein Ensan (2019) als vierter Deutscher am Finaltisch des WSOP-Main-Events saß. Unter den neun Finalisten befand sich mit Chase Bianchi ein Braceletgewinner.
Nach nur fünf Händen schied mit Bianchi der erste Spieler aus, der mit K♠ Q♣ in A♦ K♣ von Jack Oliver gelaufen war. In der Hand darauf musste mit Jareth East der nächste Spieler seinen Platz räumen, da sich sein A♠ J♥ nicht gegen George Holmes’ Q♦ Q♣ verbessern konnte. Mit Hye Park schaffte es anschließend ein Shortstack seine Chips zu verdoppeln, ehe Alejandro Lococo in dem bis dahin größten Pot aus dem Turnier ausschied. Der Argentinier war zu diesem Zeitpunkt Zweiter in Chips und spielte eine Hand mit 10♣ 10♠ gegen Chipleader Aldemir, der 9♥ 9♦ hielt und seinen Gegner auf das Board J♥ J♣ 9♣ 8♥ 3♦ mit seinem Full House All-in gestellt hatte. Özgür Seçilmiş verdoppelte einige Hände später seinen Chipstack gegen Aldemir, der wiederum Park knapp 15 Minuten mit A♣ Q♦ gegen 7♠ 7♣ aus dem Event nahm. Seçilmiş konnte seinen Chipstack anschließend weiter vergrößern, ehe er mit K♠ K♣ gegen Joshua Remitios 10♦ 9♦ wieder einen Großteil verlor und rund 20 Minuten später in einer Hand gegen Aldemir als Fünfter aus dem Turnier ausschied. Der Deutsche besaß bei vier verbliebenen Spielern anschließend bereits 70 Prozent aller im Spiel befindlichen Chips. Die wenigsten Chips hatte jetzt Oliver vor sich stehen, der anschließend in einen großen Pot verwickelt war: Der Brite hatte J♦ 9♦ All-in gestellt und nach einem weiteren All-in von Remitios A♥ J♠ auch den Call von Aldemirs Q♠ Q♥ erhalten. Auf das Board 10♦ 9♥ 8♠ 3♦ 7♦ verbesserte sich seine Hand durch Turn und River zu einem Flush und er verdreifachte seinen Stack, womit er nun die zweitmeisten Chips besaß. Remitio blieben nach der Hand nur noch wenige Chips, die er in der folgenden Hand mit J♥ 7♥ gegen Olivers A♠ 2♣ verlor. Damit endete der achte Turniertag.
In den neunten und finalen Tag startete Aldemir mit rund zwei Drittel aller Chips. Nach rund zwei Stunden Spielzeit, in der Holmes seinen Stack durch mehrere Bluffs aufgestockt hatte, war er es auch, der Oliver als Drittplatzierten aus dem Turnier nahm: Im Blindbattle ging es zwischen Q♠ J♠ des Amerikaners und A♣ 8♦ des Briten vor dem Flop All-in, wobei Holmes mit einem Paar Buben die Hand gewann. Das finale Heads-Up begann Aldemir anschließend mit einer 2:1-Führung in Chips, die Holmes jedoch schnell egalisierte und sogar den Chiplead übernahm. Es folgten wechselnde Führungen und viele kleinere Pots, wobei Aldemir eine Hand gar mit einem Straight Flush gewann. Nach rund viereinhalb Stunden Heads-Up kam es zur finalen Hand des Turniers: Auf 10♥ 7♠ 2♥ K♠ 9♣ hatte Holmes am River alle Chips in die Mitte gestellt. Nach rund drei Minuten Bedenkzeit machte Aldemir mit 10♦ 7♦ den Call, schlug damit K♣ Q♠ des Amerikaners und kürte sich zum Pokerweltmeister. Der Deutsche erhielt ein Preisgeld von 8 Millionen US-Dollar sowie ein Bracelet, Holmes musste sich mit dem mit 4,3 Millionen US-Dollar dotierten zweiten Rang begnügen.
| Platz | Herkunft               | Spieler          | Alter * | Preisgeld (in $) |
| ----- | ---------------------- | ---------------- | ------- | ---------------- |
| 1     | Deutschland            | Koray Aldemir    | 31      | 8.000.000        |
| 2     | Vereinigte Staaten     | George Holmes    | 49      | 4.300.000        |
| 3     | Vereinigtes Konigreich | Jack Oliver      | 26      | 3.000.000        |
| 4     | Vereinigte Staaten     | Joshua Remitio   | 27      | 2.300.000        |
| 5     | Turkei                 | Özgür Seçilmiş   | 37      | 1.800.000        |
| 6     | Vereinigte Staaten     | Hye Park         | 38      | 1.400.000        |
| 7     | Argentinien            | Alejandro Lococo | 29      | 1.225.000        |
| 8     | Vereinigtes Konigreich | Jareth East      | 31      | 1.100.000        |
| 9     | Vereinigte Staaten     | Chase Bianchi    | 34      | 1.000.000        |